# Черевко, Леонид Алексеевич
Леони́д Алексе́евич Черевко́ (бел. Леанід Аляксевіч Чараўко; род. 21 апреля 1974) — белорусский легкоатлет, специалист по метанию диска. Выступал за сборную Белоруссии по лёгкой атлетике в 1993—2004 годах, обладатель серебряной медали Универсиады в Пекине, чемпион Европы среди юниоров, многократный победитель и призёр первенств национального значения, участник двух летних Олимпийских игр. Мастер спорта Республики Беларусь международного класса.

## Биография
Леонид Черевко родился 21 апреля 1974 года.
Занимался лёгкой атлетикой в Минске под руководством заслуженного тренера Белоруссии Владимира Ивановича Сивцова. Окончил тренерский факультет Академии физического воспитания и спорта Республики Беларусь (1997). Представлял белорусское физкультурно-спортивное общество «Динамо».
Впервые заявил о себе в лёгкой атлетике на международном уровне в сезоне 1993 года, когда вошёл в состав белорусской национальной сборной и выступил на юниорском европейском первенстве в Сан-Себастьяне, где превзошёл всех соперников в метании диска и завоевал золотую медаль.
В 1996 году удостоен почётного звания «Мастер спорта Республики Беларусь международного класса».
В 1997 году впервые стал чемпионом Белоруссии в метании диска (61,08), выступил на чемпионате мира в Афинах (60,06), занял восьмое место на Универсиаде в Сицилии (60,86).
В 1998 году защитил звание чемпиона Белоруссии (61,98), показал 12-й результат на чемпионате Европы в Будапеште (59,13).
В 1999 году отметился выступлением на чемпионате мира в Севилье (61,40).
В марте 2000 года на соревнованиях в Бресте установил свой личный рекорд в метании диска — 65,56 метра, а позднее в том же Бресте вновь стал чемпионом Белоруссии (63,80). Благодаря череде удачных выступлений удостоился права защищать честь страны на летних Олимпийских играх в Сиднее — на предварительном квалификационном этапе метнул диск на 58,32 метра, чего оказалось недостаточно для выхода в финал.
После сиднейской Олимпиады Черевко остался действующим спортсменом на ещё один олимпийский цикл и продолжил принимать участие в крупнейших международных стартах. Так, в 2001 году, будучи студентом, он представлял Белоруссию на Универсиаде в Пекине — с результатом 63,15 завоевал серебряную медаль в метании диска, уступив в финале только эстонцу Александру Таммерту.
В 2002 году в четвёртый раз выиграл чемпионат Белоруссии (60,84), был восьмым на чемпионате Европы в Мюнхене (61,72).
В 2003 году занял 12-е место на чемпионате мира в Париже (61,90).
На Олимпийских играх 2004 года в Афинах на предварительном квалификационном этапе показал результат 57,98 метра и в финал не вышел. По окончании афинской Олимпиады завершил спортивную карьеру.